# Рандівялья
Ра́ндівялья (ест. Randivälja küla) — село в Естонії, у волості Торі повіту Пярнумаа.

## Населення
Чисельність населення на 31 грудня 2011 року становила 52 особи.

## Географія
Село Рандівялья розташоване на лівому березі річки Пярну (Pärnu jõgi).
Через село проходить автошлях 59 (Пярну — Торі).

## Історичні пам'ятки

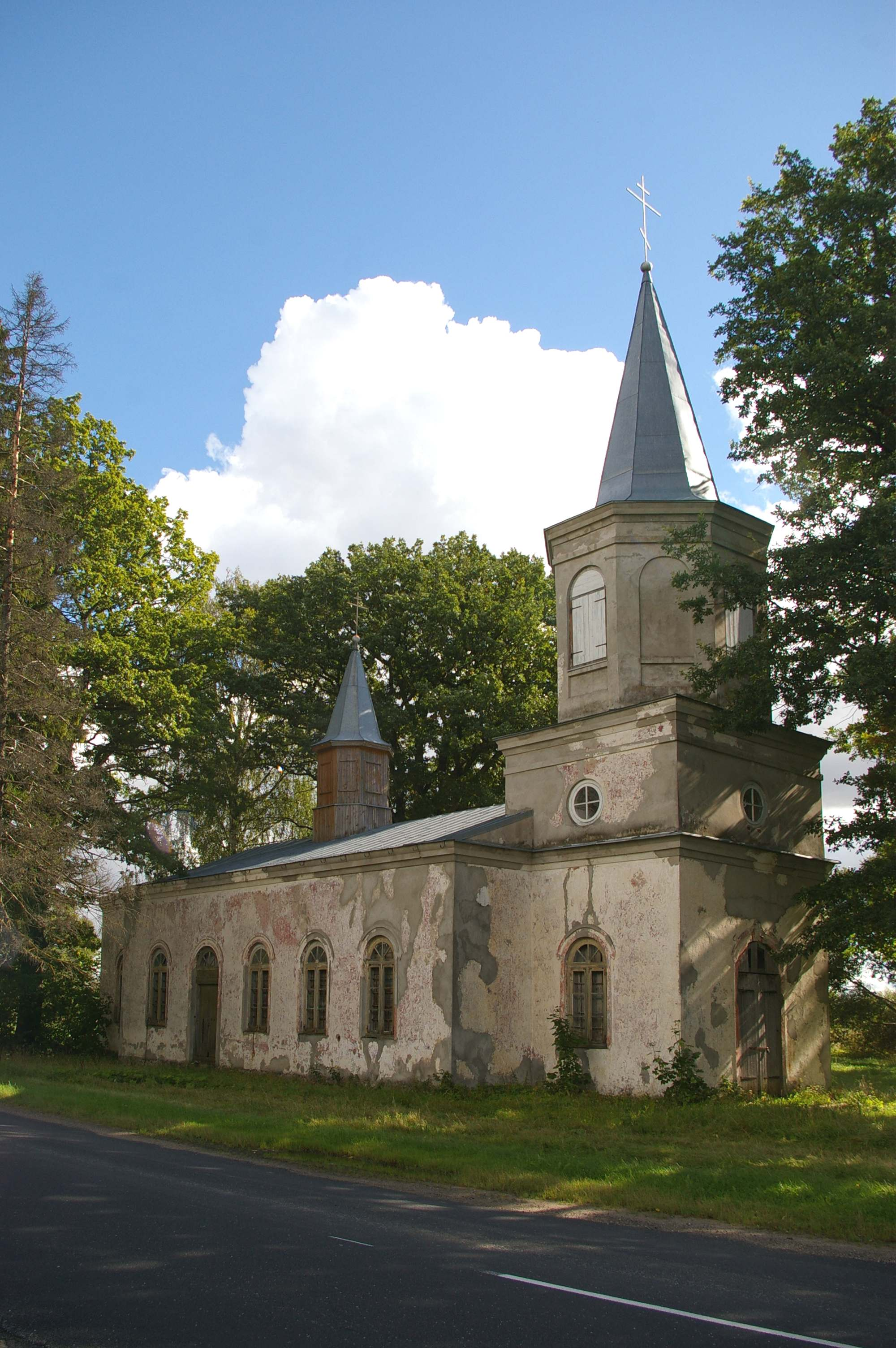
Церква Різдва Христового

Православна церква Різдва Христового (Kristuse Sündimise kirik).

## Господарство
У селі розміщується управління Вяндраським лісництвом.